# Sint-Jozef en Sint-Antoniuskerk

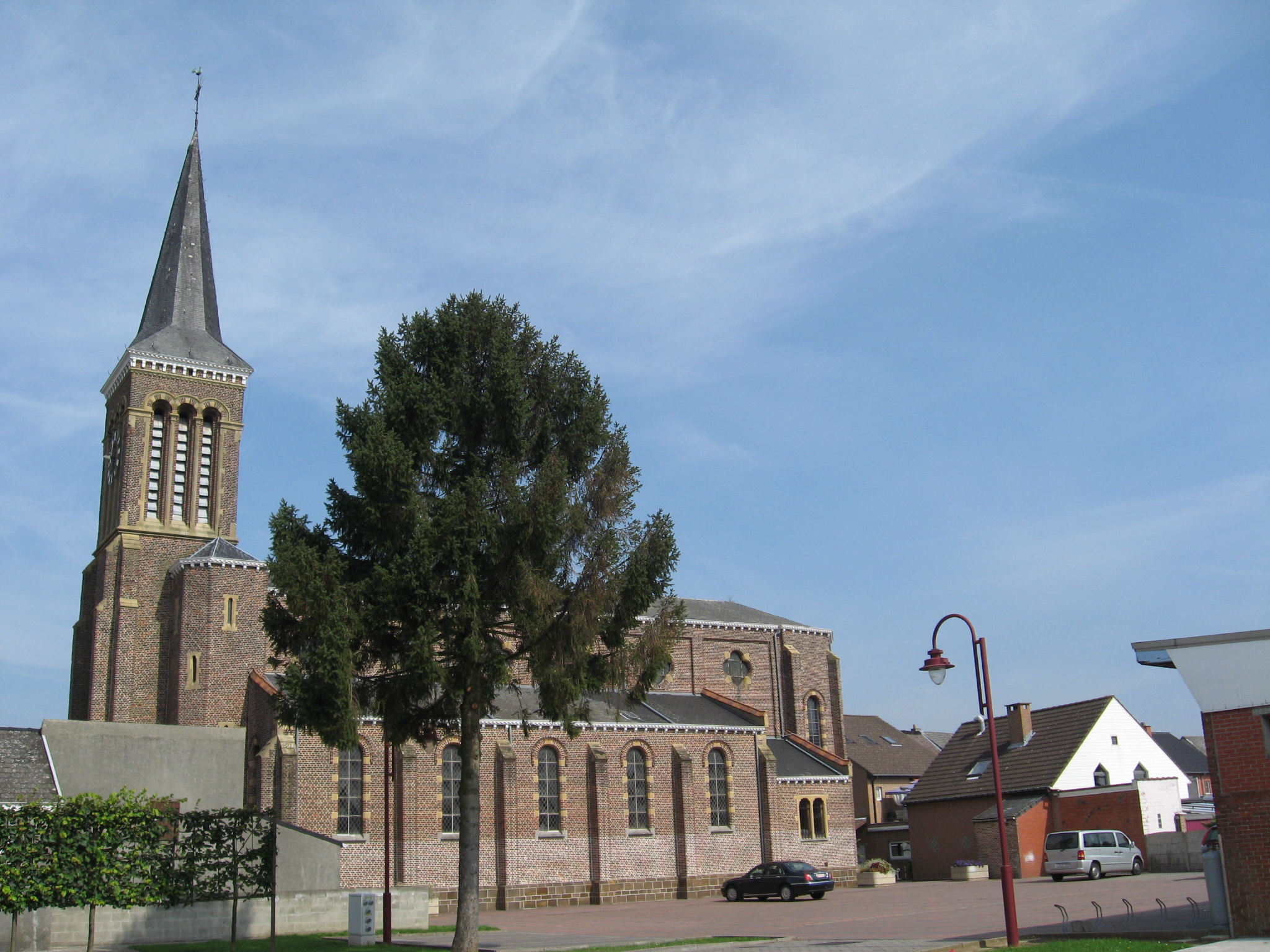
Sint-Jozef en Sint-Antoniuskerk

De Sint-Jozef en Sint-Antoniuskerk is de parochiekerk van de tot de Vlaams-Brabantse gemeente Scherpenheuvel-Zichem behorende plaats Schoonderbuken, gelegen aan de Houwaartstraat.
Deze kerk werd gebouwd in 1874 naar ontwerp van Leon Van Arenbergh. Het is een georiënteerd bakstenen neogotisch basilicaal kerkgebouw met voorgebouwde toren.
Het orgel werd omstreeks 1880 vervaardigd door de firma Dryvers en hiervoor werden een aantal onderdelen gebruikt uit het orgel van de Basiliek van Onze-Lieve-Vrouw van Scherpenheuvel, die in 1878 een nieuw orgel kreeg dat eveneens door Dryvers werd vervaardigd.